# Mastododera nigrina
Mastododera nigrina är en skalbaggsart som beskrevs av Reé Michel Quentin och Jean François Villiers 1979. Mastododera nigrina ingår i släktet Mastododera och familjen långhorningar. Inga underarter finns listade i Catalogue of Life.